# Илија Бирчанин (пуковник)
Илија Бирчанин (Ваљево, 28. јун 1895 — Београд, октобар 1944) био је српски и југословенски лекар, хирург, санитетски пуковник Југословенске војске и носилац Ордена Светог Саве. За време Другог светског рата је био припадник Српске државне страже.

## Биографија
Рођен је 28. јуна 1895. године у Ваљеву. Био је сродник обор-кнеза Илије Бирчанина, који је убијен у Сечи кнезова 1804. године, а по којем је и добио име. Отац Марјан Н. Бирчанин је био трговац, народни посланик и истакнути члан Либералне странке и председник ваљевске општине. Поред Илије, имао је кћерке Катарину и Стану.
Илија је основну школу завршио у Ваљеву, а потом и Ваљевску гимназију у којој је био одличан ученик. Студије медицине је похађао у Швајцарској.
Учествовао је у Балканским ратовима (1912—1913) и Првом светском рату (1914—1918). Одликован је Орденом Светог Саве. Након рата је наставио војну службу као санитетски официр Југословенске војске. У чин мајора је унапређен 1928. године, у чин потпуковника 1933, а у пуковника 1938. године.
У Другом светском рату је био припадник Српске државне страже, формације Владе народног спаса Милана Недића.
Ухапшен је од нових власти након ослобођења Београда. Убијен је између 26. октобра и 18. новембра 1944. године. Публициста Марко Лопушина наводи да је убијен у акцији „Црна тачка”. Његово име је објављено 27. новембра 1944. године на насловној страни Политике, у саопштењу Војног суда Првог корпуса НОВЈ о суђењу ратним злочинцима у Београду, као једно од 105 имена стрељаних, а уз име Илије Бирчанина стајало је: „Агитовао међу лекарима и принуђивао их да ступе у СДС.”

## Унапређења у чинове
| Мајор | Потпуковник | Пуковник |
| ----- | ----------- | -------- |
|       |             |          |
| 1928. | 1933.       | 1938.    |

## Одликовања
- Орден Светог Саве